# Рыбацкая улица (Сестрорецк)
Рыба́цкая у́лица — улица в городе Сестрорецке Курортного района Санкт-Петербурга. Проходит от Приозёрной улицы до Грибной улицы.
Названа 4 июля 2007 года для сохранения названия, ранее существовавшего в Сестрорецке, а именно названия Рыбацкая улица (так назывался фрагмент нынешней улицы Токарева).
Прежде Рыбацкая улица имела грунтовое покрытие. В 2015—2016 годах она получила асфальтовое покрытие и тротуар.

## Перекрёстки
- Приозёрная улица
- Улица Всеволода Боброва
- Улица Александра Паншина
- Улица Николая Соколова
- Ягодная улица
- Грибная улица